# La mosquitera
La mosquitera è un film del 2010 diretto da Agustí Vila.

## Riconoscimenti
- 2010 - Festival internazionale del cinema di Karlovy Vary
  - Globo di Cristallo